# Publiusz Krassus
Publiusz Licyniusz Krassus (łac. Publius Licinius Crassus; zm. 53 p.n.e. w Harran) – syn Marka Licyniusza Krassusa. Przywódca VII legionu. Brał udział w wojnie galijskiej, podczas której wziął zakładników, aby zmusić tamtejsze ludy do uległości. Sytuacja była jednak trudna, gdyż Galowie również wzięli zakładników, którymi byli trybunowie negocjujący zboże dla armii. Dzielny młodzieniec jednak uwolnił siłą Rzymian. Publiusz, towarzysząc swojemu ojcu Markowi w wojnie z Partami, zginął razem z nim w roku 53 p.n.e. w bitwie pod Carrhae. Stał się później symbolem bezmyślności rzymskich wodzów.